# Elektroluxtorpeda
Elektroluxtorpeda (zapis stylizowany: ELEKTROLUXTORPEDA) – album remiksowy polskiego zespołu Luxtorpeda wydany w maju 2021 roku. 
Na początku kwietnia 2021 roku na kanale YouTube Luxtorpedy pojawiły się 2 single: Autystyczny 21" i Od chyba do chyba 21". Kilka dni później pojawił się preorder albumu. Album składa się z 16 piosenek, z czego 8 w wersji instrumentalnej. Sam album został nagrany z okazji 10-lecia Luxtorpedy w stylu elektro. Do nagrań zostali zaproszeni DJ BRK oraz orkiestra dęta.

## Lista utworów
1. Silnalina 21",
2. Autystyczny 21",
3. Wilki dwa 21",
4. Od chyba do chyba 21",
5. Persona non grata 21",
6. Rausokrytes 21",
7. Od zera 21",
8. Niezalogowany 21",
9. Silnalina 21" - instrumental,
10. Autystyczny 21" - instrumental,
11. Wilki dwa 21" - istrumental,
12. Od chyba do chyba 21" - instrumental,
13. Persona non grata 21" - instrumental,
14. Rausokrytes 21" - istrumental ,
15. Od zera 21" - istrumental.

Źródło: 